# Pytilia melba
La estrilda melba (Pytilia melba) es una especie de ave paseriforme de la familia Estrildidae ampliamente distribuida en África. Se ha estimado que su hábitat alcanza los 6.000.000 km². Mide entre 12 y 13 cm. Su estado de conservación según la Lista Roja es de bajo riesgo (LC).

## Distribución
Se puede encontrar en Angola, Botsuana, Burkina Faso, Burundi, Camerún, República Centroafricana, Chad, Congo, la República Democrática del Congo, Costa de Marfil, Yibuti, Eritrea, Etiopía, Gabón, Gambia, Ghana, Guinea, Guinea-Bissau, Kenia, Malaui, Malí, Mauritania, Mozambique, Namibia, Níger, Nigeria, Ruanda, Senegal, Somalia, Sudáfrica, Sudán, Suazilandia, Tanzania, Uganda, Zambia y Zimbabue. 

## Subespecies
Pytilia melba posee nueve subespecies:
- Pytilia melba belli.
- Pytilia melba citerior.
- Pytilia melba flavicaudata.
- Pytilia melba grotei.
- Pytilia melba hygrophila.
- Pytilia melba jessei.
- Pytilia melba melba.
- Pytilia melba percivali.
- Pytilia melba soudanensis.